# Hércules e as Amazonas
Hércules e as Amazonas (no original, Hércules and the Amazon Women) é o primeiro filme de uma série de cinco telefilmes de 1994, relacionado a série de fantasia Hercules: The Legendary Journeys. O filme marcou a estreia de Kevin Sorbo como o personagem-título Hércules.
No filme Lucy Lawless aparece no papel da amazona Lysia, que se tornará a protagonista da série televisiva Xena - A Princesa Guerreira, um spin-off da série Hércules (onde também participará de alguns episódios).

## Sinopse
Às vésperas do casamento de Iolaus, seu melhor amigo, Hércules parte em uma missão de ajuda aos assustados habitantes de um distante vilarejo, habitado apenas por homens, para derrotar um bando de criaturas misteriosas. Hercules e Iolaus se aventuram numa floresta próxima onde são atacados por um grupo de lindas e selvagens mulheres Amazonas lideradas pela Rainha Hippolyta, o herói se apaixona pela rainha mas Hera está disposta à interferir no relacionamento.

## Elenco
- Kevin Sorbo como Hércules
- Anthony Quinn como Zeus
- Roma Downey como Hippolyta
- Michael Hurst como Iolaus
- Lloyd Scott como Pithus
- Lucy Lawless como Lysia
- Christopher Brougham como Lethan
- Jennifer Ludlam como Alcmene
- Rose McIver como Menina (Hydra)